# Schlacht bei Wischau
Kap Finisterre – Wertingen – Günzburg – Haslach-Jungingen – Elchingen – Ulm – Trafalgar – Caldiero – Mehrbach – Lambach – Bodenbühl – Steyr – Amstetten – Mariazell – St. Pölten – Kap Ortegal – Dürnstein – Schöngrabern – Wischau (Vyškov) – Austerlitz – San Domingo
In der Schlacht bei Wischau besiegten am 28. November 1805 russische Truppen eine französische Armee bei der Stadt Vyškov. Die Schlacht folgte auf die Schlacht bei Hollabrunn und Schöngräbern, die am 16. November 1805 stattfand, und ging der Schlacht bei Austerlitz voraus, zu der es am 2. Dezember 1805 kam. Der ohne große Schwierigkeiten errungene russische Sieg und die Besetzung der Stadt nach kurzem Kampf und Rückzug der Franzosen, ließ bei den Teilnehmern der Dritten Koalition die Erwartung entstehen, dass die französische Armee, die in den vorigen Wochen mehrere schwere Verluste hinnehmen musste und unter Versorgungsnachschub litt, einfach zu besiegen sei.